# Lambert Schaus
Lambert Schaus (Luxemburg, 18 januari 1908 - 10 augustus, 1976) was een politicus afkomstig uit Luxemburg, voornamelijk bekend als Eurocommissaris in de commissies Hallstein I en II.

## Biografie
Schaus werd geboren in Luxemburg als de zoon van een juwelier. Hij studeerde Rechtsgeleerdheid in Parijs en studeert tevens een semester in Bonn. In 1932 werd Schaus aangesteld als advocaat bij het Hooggerechtshof van Luxemburg. In de jaren voor het uitbreken van de Tweede Wereldoorlog was hij actief in de regionale politiek als raadslid. Schaus weigerde mee te werken aan de bezetting van Luxemburg door Nazi-Duitsland en werd in 1941 gearresteerd door de Gestapo. Hij werd geïnterneerd in een werkkamp, waar hij meewerkte aan de aanleg van autosnelwegen. Later werkte Schaus bij het administratief kantoor van het district Cochem. Schaus werd later overgeplaatst naar werkkampen in Sudetenland en het Zwarte Woud.
Na zijn terugkeer in Luxemburg werd Schaus aangesteld als Minister van Economie en Defensie in het kabinet van Pierre Dupong. Namens de Chrëschtlech Sozial Vollekspartei bekleedde hij deze functie tussen augustus 1946 en juli 1948. In 1948 trad Schaus af als minister en werd hij opnieuw raadslid. Vier jaar later werd hij benoemd tot speciale afgevaardigde in Brussel. Schaus werd drie jaar later benoemd tot ambassadeur. In deze positie was hij nauw betrokken bij de integratie van het naoorlogse Europa. Schaus vertegenwoordigde de belangen van Luxemburg bij onder andere de vorming van de Europese Economische Gemeenschap en de Euratom.
Op 18 juni 1958 werd Schaus benoemd tot Eurocommissaris voor Vervoer in de commissie-Hallstein I, het wetgevende orgaan van de EEG. Schaus volgde de in april overleden Michel Rasquin op. Als Eurocommissaris maakte hij zich hard voor een gemeenschappelijke verkeerspolitiek. Schaus wilde dat de Europese nationale markten zich meer zouden openstellen voor buitenlanders. In 1962 werd Schaus opnieuw benoemd tot Eurocommissaris in de commissie-Hallstein II.
 Giuseppe Caron* ·  Guido Colonna di Paliano ·  Hans von der Gröben ·  Walter Hallstein ·  Lionello Levi Sandri ·  Sicco Mansholt ·  Robert Marjolin ·  Jean Rey ·  Henri Rochereau ·  Lambert Schaus 
  * afgetreden 
 Giuseppe Caron ·  Hans von der Gröben ·  Walter Hallstein ·  Robert Lemaignen ·  Lionello Levi Sandri ·  Piero Malvestiti** ·  Sicco Mansholt ·  Robert Marjolin · 
  Giuseppe Petrilli** ·  Michel Rasquin* ·  Jean Rey ·  Lambert Schaus 
  * overleden, ** afgetreden 
- Biografisch Portaal: 70027572
- Gemeinsame Normdatei: 126777640
- International Standard Name Identifier: 0000 0001 3945 6468
- Library of Congress Control Number: no99003897
- Nederlandse Thesaurus van Auteursnamen: 069566216
- Parlement.com: vi2jm65bu3yk
- Système universitaire de documentation: 079221696
- Virtual International Authority File: 193091483
- WorldCat: E39PBJjRWfv3mMRqyDmPc7HHmd